# Théodore Wildi
Théodore Wildi (Schafisheim, Suisse, 15 juin 1922 – Québec, 28 octobre 2010) était un ingénieur, inventeur et universitaire québécois.
Enseignant à l'Université Laval à partir de 1948, Wildi a, au cours de sa carrière, publié une dizaine de livres et développé du matériel didactique et pédagogique en électronique, électrotechnique et électricité. Plusieurs de ses manuels ont été traduits en plusieurs langues avec diffusion internationale. Son livre Électrotechnique a été largement diffusé et utilisé, notamment, dans les établissements à vocation technique du Québec.
Membre de l'ordre des ingénieurs du Québec, Théodore Wildi était le détenteur de 17 brevets dans le domaine de l'électricité. Ses inventions l'amènent à développer une méthode permettant de gérer les coûts et retombées des recherches appliquées des chercheurs en milieu universitaire.
Wildi a également été un acteur important dans la définition et la mise à jour des standards de mesure au Canada. De 1987 à 2002, a été le président du comité technique national de Normes CSA sur les standards internationaux de mesure. De 1993 à 2002, il a été président du comité canadien TC12 de l'ISO sur les grandeurs, unités, symboles, et facteurs de conversion.
Ses réalisations lui ont valu plusieurs distinctions honorifiques, dont l'Ordre du Canada en 1999.

## Biographie
Né en Suisse, Théodore Wildi immigre avec ses parents au Québec en 1929. Il poursuit des études de génie à l'Université McGill de Montréal en 1944. Il épouse Rachel Bergeron avec laquelle il a cinq enfants à Québec.
Il entre au service de l'Université Laval en 1948 comme chargé de cours et devient professeur agrégé, puis titulaire, un poste qu'il occupera jusqu'à sa retraite en 1982. L'année suivante, il obtient le titre de professeur émérite en génie électrique de l'Université Laval.
En 1951, Théodore Wildi fonde l'École d'électricité Industrielle, institution consacrée à la formation des techniciens en électricité, l'électronique et les télécommunications. En 1959, il met sur pied la compagnie Gentec, laquelle se spécialise dans  la réparation et l'entretien des appareils électroniques et électriques, ainsi que la manufacture des stabilisateurs électriques. Gentec produit aussi de l'équipement didactique, ce qui amène Théodore Wildi à s'impliquer dans Lab-Volt, autre société dont les actifs sont par la suite vendus à une entreprise américaine.
Vers les années 1980, Monsieur Wildi s'intéresse au domaine économique, ce qui l'amène à s'inscrire à l'Université Harvard à temps partiel, puis à obtenir une maîtrise en économique de l'Université Laval en 1986. Ce nouvel intérêt pour l'économie le conduit à publier en 2010 un livre intitulé Stocks and flows in macroeconomics. Il décède quelques jours après la publication de ce livre, à la suite d'une courte maladie.

## Héritage
Membre de l'ordre des ingénieurs du Québec, Théodore Wildi était le détenteur de 17 brevets dans le domaine de l'électricité. Ses inventions l'amènent à développer une méthode permettant de gérer les coûts et retombées des recherches appliquées des chercheurs en milieu universitaire.
Ses réalisations lui ont valu plusieurs distinctions honorifiques. En 1987, l'IEEE lui décernait le General A.G.L. McNaughton Award pour sa contribution exceptionnelle comme inventeur industriel et éducateur.
En 1994, l'Université Laval décide de nommer la salle du laboratoire des machines électriques en l'honneur de Théodore Wildi. On y a inscrit: « Hommage reconnaissant de l'Université Laval à Théodore Wildi, ingénieur et professeur émérite de la Faculté des Sciences et de Génie pour sa contribution exceptionnelle à l'enseignement de l'électrotechnique. »
En 1999, il a été nommé Membre de l'Ordre du Canada.
En 2007, il est nommé membre honoraire de l'Association de l'industrie électrique du Québec, « en reconnaissance de son apport exceptionnel au développement et au rayonnement du savoir-faire et de l'expertise du Québec en génie électrique ». La même année, le Fonds de la relève Théodore-Wildi est créé à l'initiative de diplômés des programmes de génie électrique et de génie informatique.

### Brevets
| No | # Brevet U.S. | Date d'envoi  | Date d'émission | # Brevet Can. | Titre du brevet                                                                         |
| 1  | 3133202       | 6 avril 1961  | 12 mai 1964     | 664169        | Peak load stabilizer or controller. Feeder base factory load controller.                |
| 2  | 3291998       | 13 mars 1964  | 13 déc. 1966    | 752514        | Peak load stabilizers.                                                                  |
| 3  | 3441330       | 30 oct. 1967  | 29 avril 1969   | 824569        | Console-mounted modular unit.                                                           |
| 4  | 3489913       | 2 août 1968   | 13 janv. 1970   | 843617        | Load control and power distributing system.                                             |
| 5  | 3820002       | 24 fév. 1970  | 25 juin 1972    | 869113        | Non saturating ac/dc power supply.                                                      |
| 6  | 3757282       | 3 déc. 1971   | 4 sept. 1973    |               | Bread boarding terminal.                                                                |
| 7  | 3626767       | 16 juil. 1970 | 14 déc. 1971    |               | Mechanical system for coupling two rotating machines.                                   |
| 8  | 3756637       | 3 déc. 1971   | 4 sept. 1973    |               | Snap track.                                                                             |
| 9  | 3657923       | 5 avril 1972  | 25 avril 1972   | 922922        | Electrodynamometer.                                                                     |
| 10 | 3879578       | 18 juin 1973  | 2 avril 1975    |               | Sound masking method and system.                                                        |
| 11 | 4280019       | 23 nov. 1979  | 21 juil. 1981   |               | Combination acoustic and light fixture. (With Reyda, Randolph and Propst).              |
| 12 | 4153323       | 11 avril 1978 | 8 mai 1979      |               | Electrical connector post.                                                              |
| 13 | 5814792       | 26 juin 1996  | 29 sep. 1998    |               | Extra low voltage heating system.                                                       |
| 14 | 5854472       | 6 juin 1996   | 29 déc. 1998    |               | Low voltage and low flux density heating system.                                        |
| 15 | 5811767       | 16 déc. 1996  | 22 sep. 1998    |               | Three wire, three-phase heating cable and system.                                       |
| 16 | 6954368       | 25 juin 1997  | 11 oct. 2005    |               | Low stray interconnection inductance power converting molecule for DC to AC conversion. |
| 17 | 6867645       | 28 mars 2000  | 15 mars 2005    |               | Method and apparatus for providing pulse width modulation.                              |